# Zamek Piastowski w Gliwicach
Zamek Piastowski w Gliwicach – budowla z połowy XIV wieku położona w centrum Gliwic.

## Historia

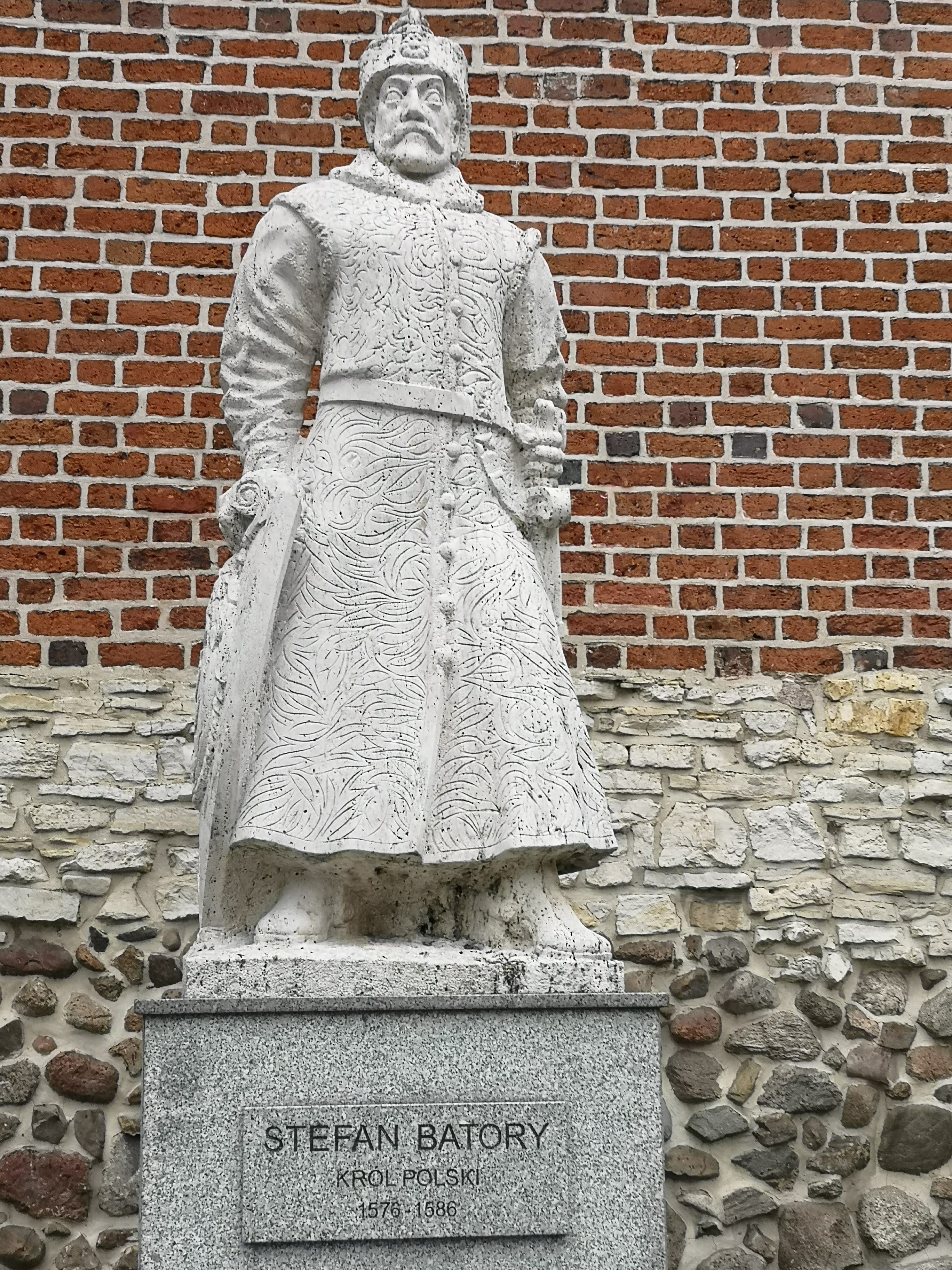
Pomnik Stefana Batorego przed Zamkiem Piastowskim w Gliwicach

Pierwotne przeznaczenie budowli pozostaje nieznane, jednak z pewnością nigdy nie była zamkiem książęcym. Początkowo prawdopodobnie powstała w formie rozbudowy dwóch baszt, połączonych murami obronnymi miasta w połowie XIV wieku. W 1561 roku nowy właściciel zamku, Fryderyk von Zetritz, rozbudował go, łącząc w sobie pierwotny styl gotycki i późniejszy renesansowy.
W ciągu następnych stuleci budowla spełniała różne funkcje. Była głównie więzieniem, którego funkcjonowanie trwało na pewno od początku XVI do końca drugiej dekady XX w., jednak możliwe że podobną funkcję spełniała także w okresie średniowiecza, będąc równocześnie arsenałem.
Przed II wojną światową znany jako „Dwór Cetrycza” (niem. Zetritzhof). Po 1945 roku zaczęto używać nazwy „zameczek”, a w 1983 roku „Zamek Piastowski”. W 1959 roku został gruntownie odrestaurowany i stał się częścią Muzeum w Gliwicach.
Obecnie od 2008 r. we wnętrzach zamku znajduje się ekspozycja, która prezentuje zbiory z zakresu archeologii, historii i etnografii. Zabytki prezentowane na wystawie są w większości pozyskane z wykopalisk prowadzonych na terenie powiatu gliwickiego.
30 września 2014 roku, na skwerze przy Zamku Piastowskim, odsłonięto pomnik Stefana Batorego. Jest darem dla Gliwic od węgierskiego miasta Salgótarján.